# Karen Kurreck
Karen Brems Kurreck née le 13 juin 1962 à Urbana, est une coureuse cycliste américaine. Elle a été la première championne du monde du contre-la-montre, lors des championnats de 1994.

## Palmarès
- 1993
  - 2e du championnat des États-Unis sur route

- 1994
  -  Championne du monde du contre-la-montre
  - Cat's Hill Classic

- 1997
  - Grand Prix de Francfort
  - 3e de la Liberty Classic

- 1998
  - Cat's Hill Classic
  - 2e du championnat des États-Unis du contre-la-montre

- 1999
  - Nevada City Classic

- 2000
  - 11e étape du Women's Challenge
  - Cat's Hill Classic
  - 2e du championnat des États-Unis du contre-la-montre

- 2001
  - 3e de la Cat's Hill Classic

- 2002
  - Cat's Hill Classic

- 2003
  - Cat's Hill Classic

- 2004
  - Cat's Hill Classic

- 2005
  - 2e de la Cat's Hill Classic

- 2007
  - Cat's Hill Classic